# Louise Riesener
Louise Riesener est un tableau réalisé en 1888 par la peintre française Berthe Morisot. Cette huile sur toile est le portrait de la fille du peintre Léon Riesener.
Le modèle figure assis sur une méridienne, les mains croisées près d'une rose blanche. Léguée à l'État par sa propre fille en 1969, l'œuvre fait partie des collections du musée d'Orsay, à Paris, depuis 1986. Elle se trouve à compter de 2010 en dépôt au musée des Beaux-Arts de Limoges, à Limoges.
Il existe d'autres portraits de Louise Riesener dont celui peint par Henri Fantin-Latour en 1880 et exposé au musée de Grenoble.

Autre portrait contemporain de Louise Riesener par Berthe Morisot, au Cleveland Museum of Art, à Cleveland.